# 22840 Вільярреал
22840 Вільярреал (22840 Villarreal) — астероїд головного поясу, відкритий 7 вересня 1999 року.
Тіссеранів параметр щодо Юпітера — 3,322.